# Shiloh (Geòrgia)
Shiloh és una població dels Estats Units a l'estat de Geòrgia. Segons el cens del 2000 tenia 423 habitants.

## Demografia
Segons el cens del 2000, Shiloh tenia 423 habitants, 158 habitatges, i 127 famílies. La densitat de població era de 72,6 habitants/km².
Dels 158 habitatges en un 39,2% hi vivien nens de menys de 18 anys, en un 56,3% hi vivien parelles casades, en un 20,9% dones solteres, i en un 19% no eren unitats familiars. En el 17,1% dels habitatges hi vivien persones soles el 4,4% de les quals corresponia a persones de 65 anys o més que vivien soles. El nombre mitjà de persones vivint en cada habitatge era de 2,68 i el nombre mitjà de persones que vivien en cada família era de 3,02.
Per edats la població es repartia de la següent manera: un 27,7% tenia menys de 18 anys, un 10,4% entre 18 i 24, un 28,6% entre 25 i 44, un 22,5% de 45 a 60 i un 10,9% 65 anys o més.
L'edat mediana era de 34 anys. Per cada 100 dones de 18 o més anys hi havia 80 homes.
La renda mediana per habitatge era de 31.563 $ i la renda mediana per família de 31.250 $. Els homes tenien una renda mediana de 31.250 $ mentre que les dones 16.250 $. La renda per capita de la població era de 13.983 $. Entorn del 13,4% de les famílies i el 12,3% de la població estaven per davall del llindar de pobresa.

## Poblacions més properes
El següent diagrama mostra les poblacions més properes.